# Reunited
Reunited ist ein Lied von Peaches & Herb aus dem Jahr 1979, das von Dino Fekaris und Freddie Perren geschrieben wurde. Der von letzterem produzierte Song erschien auf dem Album 2 Hot. 

## Geschichte
Die Songwriter Dino Fekaris und Freddie Perren schrieben auch das Lied (We'll Be) United von den Intruders, das wiederum auch von Peaches & Herb gecovert wurde. Das Lied diente auch als Grundlage für das Stück Reunited.
Die Veröffentlichung war am 16. März 1979, in den Vereinigten Staaten und Kanada wurde die Contemporary R&B-Nummer ein Nummer-eins-Hit.
Im Jahr 1989 sang David Hasselhoff das Lied live an der Berliner Mauer als Symbol für die Wiedervereinigung.

## Kommerzieller Erfolg

### Chartplatzierungen
| ChartsChartplatzierungen       | Höchstplatzierung | Wochen |
| ------------------------------ | ----------------- | ------ |
| Deutschland (GfK)              | 30 (10 Wo.)       | 10     |
| Vereinigte Staaten (Billboard) | 1 (23 Wo.)        | 23     |
| Vereinigtes Königreich (OCC)   | 4 (13 Wo.)        | 13     |

| ChartsJahrescharts (1979)      | Platzierung |
| ------------------------------ | ----------- |
| Vereinigte Staaten (Billboard) | 5           |

### Auszeichnungen für Musikverkäufe
| Land/Region                  | Auszeichnungen für Musikverkäufe (Land/Region, Auszeichnung, Verkäufe) | Verkäufe  |
| ---------------------------- | ---------------------------------------------------------------------- | --------- |
| Kanada (MC)                  | Platin                                                                 | 150.000   |
| Neuseeland (RMNZ)            | Gold                                                                   | 10.000    |
| Vereinigte Staaten (RIAA)    | Platin                                                                 | 2.000.000 |
| Vereinigtes Königreich (BPI) | Silber                                                                 | 250.000   |
| Insgesamt                    | 1× Silber · 1× Gold · 2× Platin ·                                      | 2.410.000 |

## Coverversionen
- 1980: Bob James
- 1996: Johnny Logan
- 2002: Lulu & Cliff Richard